# 加住町
加住町（かすみまち）は、東京都八王子市の地名である。現行行政地名は加住町一丁目及び加住町二丁目。住居表示は未実施区域。郵便番号は192-0004（八王子郵便局管区）。

## 地理
八王子市の東北部に位置する。町の中央部を谷地川が東南流し、その北岸沿いを滝山街道が走る。北半部の一丁目は加住北丘陵にかけて広がり、南半部の二丁目は加住南丘陵地帯で大沢川が東北流する。
東で丹木町、南で谷野町、南西で犬目町、西で宮下町、北で高月町と隣接する。

### 河川
- 谷地川
- 大沢川

## 歴史
- 「旧高旧領取調帳」に記載によると明治初年時点に多摩郡留所村、大沢村が存在する。
- 1878年（明治11年）11月18日 - 郡区町村編制法の神奈川県での施行により南多摩郡が発足。同日、同郡内に存在したもう一つの大沢村（現在の八王子市南大沢）と区別するため、北大沢村に改称する。
- 1889年（明治22年）4月1日 - 町村制施行により、留所村、北大沢村など13の村が合併し、神奈川県南多摩郡加住村が成立する。旧留所村域は同村の大字留所、旧北大沢村域は同村の大字北大沢となる。
- 1893年（明治26年）4月1日 - 南多摩郡が東京府へ編入される。
- 1943年（昭和18年）7月1日 - 東京都制施行。
- 1955年（昭和30年）4月1日 - 加住村が八王子市へ編入される。
- 1956年（昭和31年） - 旧加住村大字留所の地域が八王子市加住町一丁目、旧加住村大字北大沢の地域が八王子市加住町二丁目となる。

## 世帯数と人口
2017年（平成29年）12月31日現在の世帯数と人口は以下の通りである。
| 丁目         | 世帯数  | 人口  |
| ------------ | ------- | ----- |
| 加住町一丁目 | 236世帯 | 440人 |
| 加住町二丁目 | 79世帯  | 126人 |
| 計           | 315世帯 | 566人 |

## 小・中学校の学区
市立小・中学校に通う場合、学区は以下の通りとなる。
| 丁目         | 番地 | 小学校               | 中学校               |
| ------------ | ---- | -------------------- | -------------------- |
| 加住町一丁目 | 全域 | 八王子市立加住小学校 | 八王子市立加住中学校 |
| 加住町二丁目 | 全域 | 八王子市立加住小学校 | 八王子市立加住中学校 |

## 交通

### バス
- 西東京バス
  - 滝山城址下
  - 農協前
  - 加住小学校

### 道路
- 国道411号〈滝山街道〉
- 東京都道166号瑞穂あきる野八王子線
- 東京都道169号淵上日野線（新滝山街道）
- 東京都道186号高月楢原線

## 施設

### 教育
- 八王子市立加住小学校

### 商業
- 八王子市農業協同組合加住支店